# Frédéric de Brandebourg (1530-1552)
Frédéric de Brandebourg (allemand Friedrich von Brandenburg) (né le 12 décembre 1530 à Berlin; † 2 octobre 1552 à Halberstadt) issu de la maison des Hohenzollern fut sous le nom Frédéric IV archevêque de Magdebourg
et de Frédéric III évêque de Halberstadt.

## Biographie

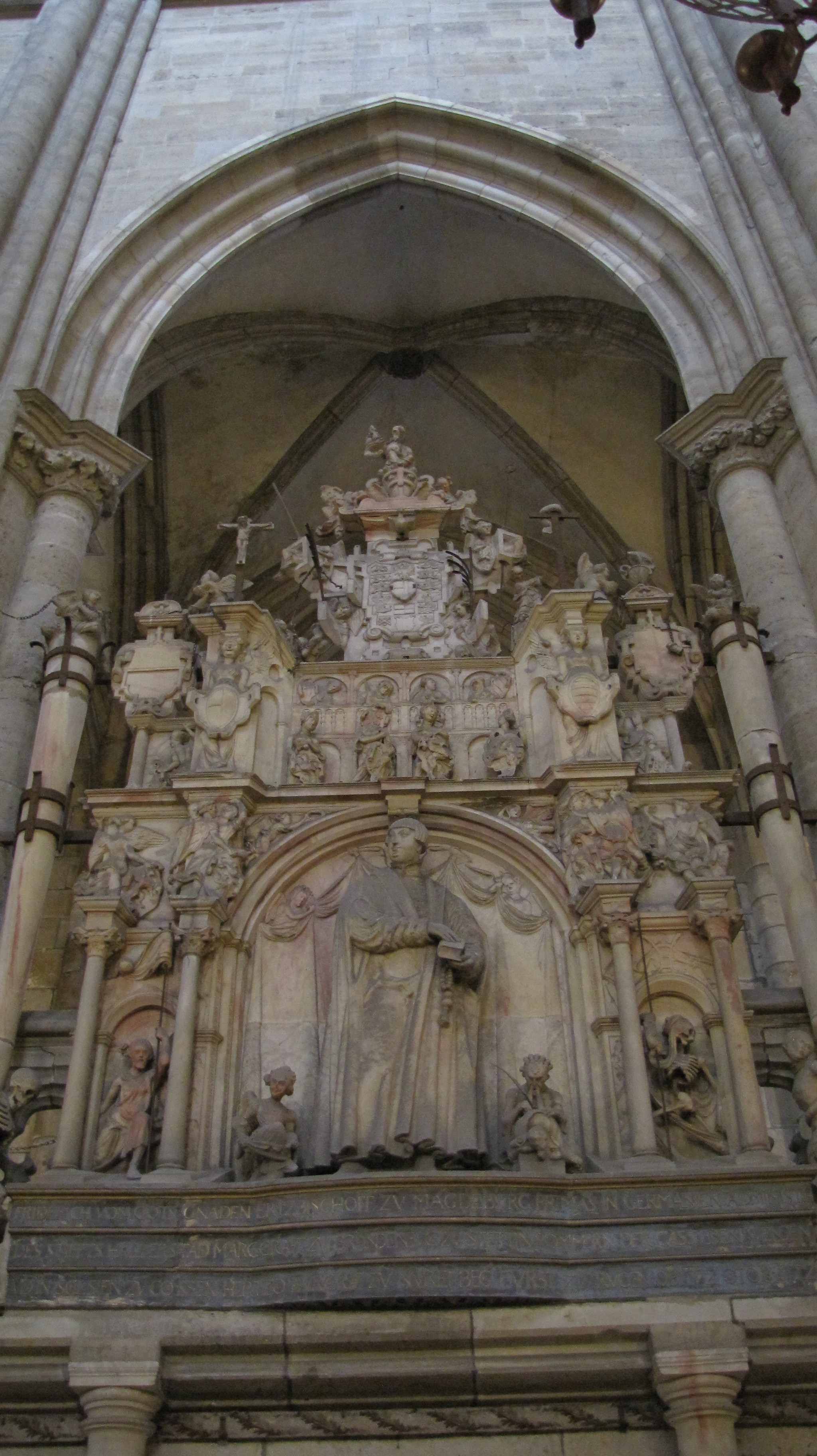
Monument funéraire de Frédéric de Bradenbourg dans le chœur de la cathédrale de Halberstadt

Frédéric est le second fils du prince-électeur de Brandebourg Joachim II Hector de Brandebourg et de son épouse Madeleine de Saxe, fille du duc Georges le Barbu. 
Le jeune  prince est formé entre autres à Francfort-sur-l'Oder et il est nommé par son père évêque de Havelberg dès 1548.
Après la prise de position en faveur du catholicisme de l'archevêque Jean Albrecht de Brandebourg-Ansbach lors de la guerre de Schmalkalden Frédéric intègre le chapitre de chanoines de la cathédrale de l'archevêque afin d'empêcher une prise de  contrôle laïc de l'archidiocèse par le prince-électeur de Saxe. Frédéric est d'abord nommé coadjuteur de Jean-Albert à Magdebourg et à Halberstadt puis après sa mort élu aux deux fonctions en 1551. En 1552 le pape confirme son élection comme archevêque de Magdebourg et évêque de Halberstadt. À Halberstadt il pourrait être efficace dans certaines conditions. Son train de vie royal génère un coût de 22 000 florins pour un gouvernement épiscopal de seulement 25 semaines. Frédéric meurt à l'âge de 21 ans. Son décès a été initialement gardé secret, ce qui nourrit des rumeurs d'empoisonnement, il est inhumé dans la cathédrale de Halberstadt.

## Sources
- Notices d'autorité :   - VIAF
  - GND
- (en) catholic-hierarchy.org Father Friedrich von Brandenburg

- (de) Cet article est partiellement ou en totalité issu de l’article de Wikipédia en allemand intitulé « Friedrich von Brandenburg (1530–1552) » (voir la liste des auteurs).